# Kanton Saint-Yrieix-la-Perche
Kanton Saint-Yrieix-la-Perche (francouzsky Canton de Saint-Yrieix-la-Perche) je francouzský kanton v departementu Haute-Vienne v regionu Limousin. Tvoří ho pět obcí.

## Obce kantonu
- Le Chalard
- Coussac-Bonneval
- Glandon
- Ladignac-le-Long
- Saint-Yrieix-la-Perche